# Liste des épisodes de One Piece (Saga Alabasta)
 (août 2025).
 (août 2025).
Si vous disposez d'ouvrages ou d'articles de référence ou si vous connaissez des sites web de qualité traitant du thème abordé ici, merci de compléter l'article en donnant les références utiles à sa vérifiabilité et en les liant à la section « Notes et références ».
Chronologie
East Blue Île céleste
Cet article liste les épisodes de la saga Alabasta de One Piece.

## Générique
Deux génériques ont été utilisés lors de la saga Alabasta :
- Believe de Folder5 (épisodes 62 à 115)
- Hikari E de The Babystars (épisodes 116 à 135)

## Saison 2

### ArcReverse Mountain
| No | Titre français                                           | Titre japonais                     | Titre japonais                                       | Date de 1re diffusion |
| No | Titre français                                           | Kanji                              | Rōmaji                                               | Date de 1re diffusion |
| --- | -------------------------------------------------------- | ---------------------------------- | ---------------------------------------------------- | --------------------- |
| 62 | Le premier obstacle ? Laboon, la baleine géante !        | 最初の砦？巨大クジラ・ラブーン現る | Saisho no toride ? Kyodai kujira Laboon arawaru      | 21 mars 2001          |
| [Chapitre 102-103] - Sanji, Usopp, Nami et Zoro se font avaler par Laboon, la baleine, à la suite d'un coup de canon donné par Luffy. Dans son ventre, ils font la connaissance de Crocus, le protecteur de la baleine. Crocus va alors raconter l'histoire de Laboon. |                                                          |                                    |                                                      |                       |
| 63 | Luffy et la baleine ! La promesse d'une future rencontre | 男の約束！ルフィとクジラ再会の誓い | Otoko no yakusoku ! Luffy to kujira saikai no chikai | 21 mars 2001          |
| [Chapitre 104-105] - Crocus remonte 50 ans en arrière et dit que des pirates ont amené Laboon ici en lui faisant la promesse de revenir ; mais ils ont quitté Grand Line pour sauver leur vie et n'ont pas honoré leur promesse. Luffy, entendant cela, provoque Laboon en duel, qui aboutit à un match nul ; Luffy dit que Laboon a perdu ses compagnons, mais a gagné des adversaires, et lui promet de la revoir. Après cela, l'équipage se dirige vers leur première destination, Whiskey Peak. |                                                          |                                    |                                                      |                       |

### ArcWhisky Peak
| No | Titre français                                                           | Titre japonais                         | Titre japonais                                     | Date de 1re diffusion |
| No | Titre français                                                           | Kanji                                  | Rōmaji                                             | Date de 1re diffusion |
| --- | ------------------------------------------------------------------------ | -------------------------------------- | -------------------------------------------------- | --------------------- |
| 64 | Une ville qui accueille des pirates ? L'arrivée à Whisky Peak            | 海賊歓迎の町？ウイスキーピーク上陸     | Kaizoku kangei no machi ? Whiskey Peak jōriku      | 15 avril 2001         |
| [Chapitre 106-107] - L'équipage arrive enfin sur l'île. Le maire de la ville organise une fête en l'honneur des pirates et les font boire. Il s'avère que cette ville abrite une organisation de chasseurs de primes connue sous le nom de « Baroque Works ». Alors que ces derniers s'apprêtent à capturer l'équipage, Zoro les en empêche et s'apprête à les affronter. |                                                                          |                                        |                                                    |                       |
| 65 | Le coup d'éclat de l'escrimeur aux trois sabres. Zoro VS Baroque Works ! | 炸裂三刀流！ゾロＶＳバロックワークス！ | Sakuretsu santōryuu ! Zoro tai Baroque Works !     | 15 avril 2001         |
| [Chapitre 107-108-109-110] - Zoro affronte Baroque Works et les vainc. Mr 5 et Miss Valentine font leur apparition avec pour mission de tuer Mr 8 et Miss Wednesday, qui sont en réalité des espions originaires du Royaume d'Alabasta. |                                                                          |                                        |                                                    |                       |
| 66 | Un combat sérieux ! Luffy VS Zoro, le duel inattendu !                   | 真剣勝負！ルフィＶＳゾロ謎の大決闘！   | Shinken shōbu ! Luffy tai Zoro nazo no dai kettō ! | 22 avril 2001         |
| [Chapitre 110-111-112] - Miss Wednesday se trouve confrontée à Mr 8 et Miss Valentine ; Miss Wednesday, qui se trouve être la princesse Vivi du royaume d'Alabasta, prend la fuite et se retrouve poursuivie par les deux agents du Baroque Works. Pendant ce temps, Nami envoie Zoro protéger Vivi, et Luffy se réveille. Constatant les dégâts causés par Zoro et ignorant que ces gens leur voulaient du mal, il se met alors en colère et commence à le combattre. |                                                                          |                                        |                                                    |                       |
| 67 | On escorte la princesse Vivi ! L'équipage reprend la mer !               | 王女ビビを届けろ！ルフィ海賊団出航     | Ōjo Vivi o todokero ! Luffy kaizokudan shukkō      | 29 avril 2001         |
| [Chapitre 113-114] - Luffy et Zoro continuent de se battre, mais sont arrêtés par Nami. Peu de temps après, Vivi raconte son histoire et dévoile le nom du chef du Baroque Works, Crocodile, l'un des sept grands corsaires. Igaram revient déguisé en Vivi, et avec trois mannequins qui représentent Nami, Zoro et Luffy, qui sont maintenant sur la liste noire du Baroque Works. Igaram prend la mer, mais son bateau explose ; Nami force Vivi à venir avec eux. Une fois embarqués, la mystérieuse Miss All Sunday fait son apparition et explique que tout Baroque Works est à leur poursuite. Ils se dirigent vers Little Garden. |                                                                          |                                        |                                                    |                       |

### ArcKobby et Hermep
| No | Titre français                                                               | Titre japonais                     | Titre japonais                                | Date de 1re diffusion |
| No | Titre français                                                               | Kanji                              | Rōmaji                                        | Date de 1re diffusion |
| --- | ---------------------------------------------------------------------------- | ---------------------------------- | --------------------------------------------- | --------------------- |
| 68 | Bats-toi Kobby ! Le journal des mésaventures de Kobby et d'Hermep            | 頑張れコビー！コビメッポ海軍奮闘記 | Ganbare Kobby ! Kobbymeppo kaigun funtōki     | 13 mai 2001           |
| Kobby et Hermep, qui font maintenant partie de la Marine, font partie de l'équipage du navire chargé de remettre Morgan, qui doit être jugé pour abus de pouvoir, au Vice-Amiral Garp du QG de la Marine. Mais les choses tournent mal et Morgan réussit à s'enfuir en prenant son propre fils en otage. |                                                                              |                                    |                                               |                       |
| 69 | La détermination de Kobby et d'Hermep ! L'amour paternel du Vice-Amiral Garp | コビメッポの決意！ガープ中将の親心 | Kobymeppo no ketsui ! Garp chūjō no oyagokoro | 20 mai 2001           |
| Hermep et Kobby continuent leur chemin. Pour devenir officiers de la Marine, ils s'entraînent dur. Garp décide donc de les aider. |                                                                              |                                    |                                               |                       |

### ArcLittle Garden
| No | Titre français                                                        | Titre japonais                     | Titre japonais                                     | Date de 1re diffusion |
| No | Titre français                                                        | Kanji                              | Rōmaji                                             | Date de 1re diffusion |
| --- | --------------------------------------------------------------------- | ---------------------------------- | -------------------------------------------------- | --------------------- |
| 70 | Une île préhistorique. Les ombres menaçantes de Little Garden !       | 太古の島！リトルガーデンに潜む影！ | Taiko no shima ! Little Garden ni hisomu kage !    | 27 mai 2001           |
| [Chapitre 115-117] - L'équipage de Luffy arrive sur Little Garden, mais ils remarquent d'étranges animaux et entendent d'étranges bruits. Peu de temps après avoir accosté, Luffy débarque sur l'île avec Vivi, pendant que Zoro et Sanji se lancent un défi de chasse. Nami et Usopp se retrouvent seuls sur le Vogue Merry ; c'est alors qu’une masse monstrueuse fait son apparition ! Nami et Usopp prennent peur. |                                                                       |                                    |                                                    |                       |
| 71 | Duel au sommet ! Les géants Dorry et Broggy !                         | でっかい決闘！巨人ドリーとブロギー | Dekkai kettō ! Kyojin Dorry to Broggy.             | 3 juin 2001           |
| [Chapitre 116-118] - Nami et Usopp font la connaissance de Broggy, un sympathique géant, pendant que Luffy et Vivi font la connaissance de Dorry, son rival. Les deux géants Dorry et Broggy se disent tous deux le meilleur guerrier d'Erbaf, et chacun raconte son histoire ; lorsque le « signal du volcan qui gronde » retentit, cela signifie la reprise de leur combat. |                                                                       |                                    |                                                    |                       |
| 72 | Luffy en colère ! Le duel sacré est menacé !                          | ルフィ怒る！聖なる決闘に卑劣な罠   | Luffy ikaru ! Seinaru kettō ni hiretsu na wana.    | 17 juin 2001          |
| [Chapitre 117-118] - Dorry et Broggy continuent leur combat qui se termine en match nul. Ensuite, ils repartent chacun de leur côté et reprennent leur discussion avec leurs invités respectifs. Après que Dorry a avalé un tonneau de gnôle de Luffy, le tonneau explose dans son estomac ; Luffy et Vivi ne comprennent pas, et Dorry se met dans une colère monstrueuse, accusant Luffy d'avoir fait cela ; Luffy se bat contre Dorry et gagne. C'est alors que le signal retentit de nouveau ; Dorry malgré son piteux état retourne au combat. |                                                                       |                                    |                                                    |                       |
| 73 | Les larmes de Broggy pour une victoire amère ! Le jugement d'Erbarf ! | ブロキー勝利の号泣！エルバフの決着 | Broggy shōri no gōkyū ! Elbaf no ketchaku.         | 24 juin 2001          |
| [Chapitre 119-120] - Avant de repartir au combat, Dorry bloque Luffy sous un gros rocher. Broggy arrive enfin à vaincre Dorry après plus d'un siècle. |                                                                       |                                    |                                                    |                       |
| 74 | La bougie diabolique ! Larmes de regret et larmes de colère !         | 魔のキャンドル！無念の涙と怒りの涙 | Ma no Candle ! Munen no namida to okori no namida. | 15 juillet 2001       |
| [Chapitre 121-122] - Mr 3 fait son apparition et annonce à Broggy que c'est lui qui a mis des explosifs dans le tonneau de Dorry, facilitant ainsi sa victoire, avant de le capturer, ainsi que Nami, Zoro et Vivi. |                                                                       |                                    |                                                    |                       |
| 75 | Luffy ensorcelé ! Le Colors Trap !                                    | ルフィを襲う魔力！カラーズトラップ | Luffy o osou maryoku ! Colors Trap.                | 12 août 2001          |
| [Chapitre 123-124] - Luffy commence son combat en détruisant le gâteau de cire de Mr 3 mais ne le détruit que partiellement. Luffy tente alors une nouvelle fois mais Mr 3 fait tout pour l'en empêcher. C'est alors que Miss Golden Weeks passe à l'action en utilisant le Colors Trap qui permet de contrôler les émotions de Luffy. Pendant ce temps, Usopp et Kaloo tiennent tête à Mr 5 et Miss Valentine qui décident de passer aux choses sérieuses ; Usopp en décide autrement en contre-attaquant pour sauver ses amis. |                                                                       |                                    |                                                    |                       |
| 76 | La contre-attaque ! Usopp tient le premier rôle !                     | いざ反撃！ウソップの機転と火炎星！ | Iza hangeki ! Usopp no kiten to kaenboshi !        | 19 août 2001          |
| [Chapitre 124-125-126] - Usopp sauve Luffy du Colors Trap de Miss Golden Weeks. Pendant ce temps, Mr 3 fait son retour avec un robot de cire aussi dur que l'acier qui le protège ; Luffy décide de l'affronter. Usopp remarque qu'il faut faire fondre la cire pour sauver ses amis, mais Mr 5 lui tire dessus ; Kaloo prend la relève. Usopp, Luffy et Kaloo arrivent à libérer leurs amis, mais Mr 3 et Miss Golden prennent la fuite. Luffy et Kaloo les rattrapent et les mettent hors d'état de nuire. |                                                                       |                                    |                                                    |                       |
| 77 | Au revoir, île des géants ! Direction Alabasta !                      | さらば巨人の島！アラバスタを目指せ | Saraba kyojin no shima ! Alabasta o mezase         | 19 août 2001          |
| [Chapitre 127-128-129] - Sanji, en se faisant passer pour Mr 3, répond que tout s'est déroulé comme prévu, mais les Unluckies arrivent et tentent de tuer Sanji. Mr 0 se pose des questions sur ces drôles de bruits, mais Sanji, après s'être débarrassé des Unluckies, dit que c'est Luffy qui n'était alors pas encore vraiment mort. Mr 0 demande à Miss All Sunday de prévenir Mr 2 pour qu'il se débarrasse de Mr 3. Pendant ce temps, Dorry revient à lui et dit qu'il était juste assommé. Luffy et ses compagnons repartent et se font gober par un Gobeur d'Îles, mais les géants le perforent en plein milieu et les libèrent, et L'équipage de Luffy reprend la route. |                                                                       |                                    |                                                    |                       |

## Saison 3

### ArcÎle de Drum
| No | Titre français                                                          | Titre japonais                       | Titre japonais                                          | Date de 1re diffusion |
| No | Titre français                                                          | Kanji                                | Rōmaji                                                  | Date de 1re diffusion |
| --- | ----------------------------------------------------------------------- | ------------------------------------ | ------------------------------------------------------- | --------------------- |
| 78 | Nami est malade ? Par delà la neige tombant sur l'Océan                 | ナミが病気？海に降る雪の向こうに！   | Nami ga byōki ? Umi ni furu yuki no mukō ni !           | 26 août 2001          |
| [Chapitre 129-130] - À la suite de leur aventure sur Little Garden, Nami tombe gravement malade. Ses amis s'inquiètent pour elle et décident d'accoster sur l'île la plus proche pour trouver un médecin.                 |                                                                         |                                      |                                                         |                       |
| 79 | Attaque surprise ! Le Bliking et Wapol le Glouton                       | 奇襲！ブリキング号とブリキのワポル   | Kishū ! Bliking gō to Bliki no Wapol                    | 2 septembre 2001,     |
| [Chapitre 128-130-131-132] - L'équipage se fait attaquer par Wapol, un homme étrange car il se met à dévorer le bateau. Luffy et les autres arrivent enfin sur une île, mais Vivi se fait tirer dessus.                   |                                                                         |                                      |                                                         |                       |
| 80 | Une île sans médecin ? Aventures dans un pays sans nom !                | 医者のいない島？名も無き国の冒険！   | Isha no inai shima ? Namonaki kuni no bōken !           | 9 septembre 2001      |
| [Chapitre 132-133-134] Sanji et Luffy qui porte sur son dos Nami partent à la recherche du médecin-sorcière tout en haut d’une montagne. Dolton raconte a Usopp et Vivi la misère qu’a vécu son pays a cause des pirates. |                                                                         |                                      |                                                         |                       |
| 81 | Alors, ça boume ? Le docteur Kureha, un médecin aux allures de sorcière | ハッピーかい？魔女と呼ばれた医者！   | Happy kai ? Majō to yobareta isha !                     | 16 septembre 2001     |
| [Chapitre 134-135] |                                                                         |                                      |                                                         |                       |
| 82 | La détermination de Dolton ! L'armée de Wapol débarque sur l'île        | ドルトンの覚悟！ワポル軍団島に上陸   | Dalton no kakugo ! Wapol gundan shima ni jōriku         | 7 octobre 2001        |
| [Chapitre 136-137] |                                                                         |                                      |                                                         |                       |
| 83 | Drum, l'île de la neige. À l'assaut du sommet !                         | 雪の住む島！ドラムロッキーを登れ！   | Yuki no sumu shima ! Drum Rocky o nobore !              | 7 octobre 2001        |
| [Chapitre 138-139-141] |                                                                         |                                      |                                                         |                       |
| 84 | Un renne au nez bleu ! Le secret de Chopper                             | トナカイは青っ鼻！チョッパーの秘密   | Tonakai wa aoppana ! Chopper no himitsu                 | 21 octobre 2001       |
| [Chapitre 139-140] Cet épisode débute l'arc mineur du passé de Chopper |                                                                         |                                      |                                                         |                       |
| 85 | Le rêve d'un banni ! Hiluluk, un dangereux médecin                      | はみだし者の夢！やぶ医者ヒルルク！   | Hamidashi mono no yume ! Yabu isha Hiluluk !            | 28 octobre 2001       |
| [Chapitre 140-141-142-143] |                                                                         |                                      |                                                         |                       |
| 86 | Les cerisiers d'Hiluluk ! Une œuvre à perpétuer                         | ヒルルクの桜と受け継がれゆく意志     | Hiluluk no sakura to uketsugareyuku ishi                | 4 novembre 2001       |
| [Chapitre 141-143-144-145] Cet épisode clôt l'arc mineur du passé de Chopper |                                                                         |                                      |                                                         |                       |
| 87 | Contre Wapol et sa bande ! Le pouvoir du fruit du glouton !             | ＶＳワポル軍団！バクバクの実の能力！ | VS (Buiesu) Wapol gundan ! Baku Baku no mi no nōryoku ! | 11 novembre 2001      |
| [Chapitre 145-146-147-148] |                                                                         |                                      |                                                         |                       |
| 88 | Les fruits de type Zoan ! Chopper utilise ses sept transformations      | 動物系悪魔の実！チョッパー七段変形   | Zoon kei akuma no mi ! Chopper nanadan henkei           | 18 novembre 2001      |
| [Chapitre 147-148-149-150] - Chopper se bat de toutes ses forces contre les deux sous-fifres de Wapol. |                                                                         |                                      |                                                         |                       |
| 89 | La fin d'un règne ! La bannière de la conviction flottera à jamais      | 王国の支配終る時！信念の旗は永遠に   | Ōkoku no shihai owaru toki ! Shinnen no hata wa eien ni | 25 novembre 2001      |
| [Chapitre 150-151-152] - Luffy réussit à battre Wapol et essaye de convaincre Chopper à rejoindre son équipage. |                                                                         |                                      |                                                         |                       |
| 90 | Les cerisiers d'Hiluluk ! Le miracle de Drum Rockies                    | ヒルルクの桜！ドラムロッキーの奇跡   | Hiruluk no sakura ! Drum Rocky no kiseki                | 2 décembre 2001       |
| [Chapitre 152-153] |                                                                         |                                      |                                                         |                       |
| 91 | Au revoir, Drum Island ! Je prends la mer                               | さよならドラム島！僕は海へ出る！     | Sayonara Drum tō ! Boku wa umi e deru !                 | 9 décembre 2001       |
| [Chapitre 142-154-155] |                                                                         |                                      |                                                         |                       |

## Saison 4

### ArcAlabasta
| No | Titre français                                                                      | Titre japonais                       | Titre japonais                                              | Date de 1re diffusion |
| No | Titre français                                                                      | Kanji                                | Rōmaji                                                      | Date de 1re diffusion |
| --- | ----------------------------------------------------------------------------------- | ------------------------------------ | ----------------------------------------------------------- | --------------------- |
| 92 | Le héros d'Alabasta. Une ballerine sur le navire !                                  | アラバスタの英雄と船上のバレリーナ   | Alabasta no eiyū to senjō no ballerina.                     | 9 décembre 2001       |
| [Chapitre 155-156-157] |                                                                                     |                                      |                                                             |                       |
| 93 | En avant vers le pays du désert ! La Dance Powder et l'armée rebelle !              | いざ砂漠の国へ！雨を呼ぶ粉と反乱軍   | Iza sabaku no kuni e ! Ame o yobu kona to hanran gun.       | 16 décembre 2001      |
| [Chapitre 158] |                                                                                     |                                      |                                                             |                       |
| 94 | Les grands héros se retrouvent ! Ace aux poings ardents                             | 豪傑達の再会！奴の名は火拳のエース   | Gōketsu tachi no saikai ! Yatsu no na wa hiken no Ace.      | 23 décembre 2001      |
| [Chapitre 157-158] - Première apparition de Ace. On découvre que ce dernier est le frère de Luffy |                                                                                     |                                      |                                                             |                       |
| 95 | Ace et Luffy ! Passion et fraternité !                                              | エースとルフィ！熱き想いと兄弟の絆   | Ace to Luffy ! Atsuki omoi to kyōdai no kizuna.             | 6 janvier 2002        |
| [Chapitre 159] - On apprend que Ace est à la recherche d'un Pirate nommé Barbe Noire, un ancien membre de son équipage |                                                                                     |                                      |                                                             |                       |
| 96 | Elmar la ville verte. Rencontre avec les Kung Fu Dugongs !                          | 緑の町のエルマルとクンフージュゴン！ | Midori no machi no Elumalu to Kung Fu Dugong !              | 13 janvier 2002,      |
| [Chapitre 159-160-161] |                                                                                     |                                      |                                                             |                       |
| 97 | Aventures dans le pays des sables ! Les démons de la terre brûlante                 | 砂の国の冒険！炎熱の大地に棲む魔物   | Suna no kuni no bōken ! Ennetsu no daichi ni sumu mamono.   | 20 janvier 2002       |
| [Chapitre 162] |                                                                                     |                                      |                                                             |                       |
| 98 | Les pirates du désert : Des hommes libres !                                         | 砂漠の海賊団登場！自由に生きる男達   | Sabaku no kaizokudan tōjō ! Jiyū ni ikiru otoko tachi.      | 27 janvier 2002       |
| [Chapitre 162 + filler] |                                                                                     |                                      |                                                             |                       |
| 99 | La fierté d'un imposteur. Kamyu, rebelle de cœur !                                  | ニセモノの意地！心の反乱軍カミュ！   | Nisemono no iji ! Kokoro no hanrangun Camus !               | 3 février 2002        |
| 100 | Koza, guerrier rebelle ! La promesse faite à Vivi !                                 | 反乱軍戦士コーザ！ビビに誓った夢！   | Hanrangun senshi Kohza ! Vivi ni chikatta yume !            | 10 février 2002       |
| [Chapitre 163-164] |                                                                                     |                                      |                                                             |                       |
| 101 | Un duel de feu ! Ace VS Scorpion                                                    | 陽炎の決闘！エースＶＳ男スコーピオン | Kagerō no kettō ! Ace tai otoko Scorpion.                   | 17 février 2002,      |
| [Chapitre 159 + filler] |                                                                                     |                                      |                                                             |                       |
| 102 | Perdus dans les ruines ! Vivi, l'esprit d'équipe et l'avenir de la nation !         | 遺跡と迷子！ビビと仲間と国のかたち   | Iseki to maigo ! Vivi to nakama to kuni no katachi.         | 24 février 2002       |
| F3 | One Piece : Le Royaume de Chopper, l'île des bêtes étranges                         | 珍獣島のチョッパー王                 | Chinjū-tō no Choppā-ōkoku                                   | 2 mars 2002           |
| 103 | Rendez-vous à 20h00 au Spiders café ! Les agents spéciaux se rassemblent !          | スパイダースカフェに８時敵幹部集合   | Spiders Cafe ni hachiji teki kanbu shūgō                    | 3 mars 2002           |
| [Chapitre 160-161-162-163-164-165] |                                                                                     |                                      |                                                             |                       |
| 104 | Luffy VS Vivi ! Un serment d'amitié !                                               | ルフィＶＳビビ！仲間に賭ける涙の誓い | Luffy tai Vivi ! Nakama ni kakeru namida no chikai          | 10 mars 2002          |
| [Chapitre 165-166] |                                                                                     |                                      |                                                             |                       |
| 105 | Alabasta se prépare au combat ! Rainbase, la cité des rêves !                       | アラバスタ戦線！夢の町レインベース   | Arabasta sensen ! Yume no machi Rainbase.                   | 17 mars 2002          |
| [Chapitre 167-168] |                                                                                     |                                      |                                                             |                       |
| 106 | Une situation désespérée ! Piège au Rain-Dinners !                                  | 絶体絶命の罠！レインディナーズ突入   | Zettai zetsumei no wana ! Rain Dinners totsunyū.            | 24 mars 2002          |
| [Chapitre 169-170] |                                                                                     |                                      |                                                             |                       |
| 107 | Opération Utopia enclenchée ! Les rebelles sont en marche                           | ユートピア作戦発動！動き出した反乱   | Utopia sakusen hatsudō ! Ugokidashita uneri.                | 14 avril 2002         |
| [Chapitre 171-172] |                                                                                     |                                      |                                                             |                       |
| 108 | Les terribles Banana-crocos ! Mister Prince entre en scène !                        | 恐怖のバナナワニとミスタープリンス   | Kyōfu no Bananawani to Mister Prince.                       | 21 avril 2002,        |
| [Chapitre 172-173-174] |                                                                                     |                                      |                                                             |                       |
| 109 | Un tour de clé pour la liberté ! La Ciro-Boule !                                    | 逆転大脱出への鍵！ドルドルボール！   | Gyakuten dai dasshutsu e no kagi ! Dolu Dolu Ball !         | 28 avril 2002         |
| [Chapitre 175-176] |                                                                                     |                                      |                                                             |                       |
| 110 | Un combat à mort ! Luffy VS Crocodile !                                             | 情無用の死闘！ルフィＶＳクロコダイル | Nasake muyō no shitō ! Luffy tai Crocodile.                 | 5 mai 2002            |
| [Chapitre 176-177-178] |                                                                                     |                                      |                                                             |                       |
| 111 | Une fuite miraculeuse ! Les animaux d'Alabasta !                                    | 奇跡への疾走！アラバスタ動物ランド   | Kiseki e no shissō ! Arabasta dōbutsu land.                 | 12 mai 2002           |
| [Chapitre 179-180] |                                                                                     |                                      |                                                             |                       |
| 112 | Les rebelles contre l'armée du roi ! La confrontation finale aura lieu à Alubarna ! | 反乱軍ＶＳ国王軍！決戦はアルバーナ！ | Hanrangun tai kokuōgun ! Kessen wa Alubarna !               | 19 mai 2002           |
| [Chapitre 180-181-182-183] |                                                                                     |                                      |                                                             |                       |
| 113 | La douleur d'Alubarna ! Le chef d'escadron Kaloo se lance au combat !               | 嘆きのアルバーナ！激闘カルー隊長！   | Nageki no Alubarna ! Gekitō Carue taichō !                  | 2 juin 2002           |
| [Chapitre 182-183-184] |                                                                                     |                                      |                                                             |                       |
| 114 | Le rêve d'un ami ! Duel sur la quatrième avenue de la taupinière !                  | 仲間の夢に誓う！決闘モグラ塚４番街   | Nakama no yume ni chikau ! Kettō mogura zuka yonbangai.     | 9 juin 2002,          |
| [Chapitre 184-185-186] |                                                                                     |                                      |                                                             |                       |
| 115 | La performance du jour ! L'assemblage facial !                                      | 本日大公開！マネマネモンタージュ！   | Honjitsu dai kōkai ! Mane Mane Montage !                    | 16 juin 2002          |
| [Chapitre 186-187-188] |                                                                                     |                                      |                                                             |                       |
| 116 | Il s'est transformé en Nami ?! Bonclay et son coup de ballet !                      | ナミに変身！ボンクレ－連発バレエ拳法 | Nami ni henshin ! Bon Clay renpatsu ballet kenpō            | 23 juin 2002          |
| [Chapitre 188-189-190] |                                                                                     |                                      |                                                             |                       |
| 117 | Avis de tempête ! Le bâton climatique de Nami !                                     | ナミの旋風注意報！クリマタクト炸裂   | Nami no senpū chūihō ! Clima Tact sakuretsu.                | 30 juin 2002          |
| [Chapitre 190-191-192] |                                                                                     |                                      |                                                             |                       |
| 118 | Le secret de la famille royale ! Une arme antique : Pluton !                        | 王家に伝わる秘密！古代兵器プルトン   | Ōke ni tsutawaru himitsu ! Kodai heiki Pluton               | 14 juillet 2002       |
| [Chapitre 192-193] |                                                                                     |                                      |                                                             |                       |
| 119 | Le secret d'un bon sabre ! Le pouvoir de fendre l'acier !                           | 豪剣の極意！鋼鉄を斬る力と物の呼吸   | Gōken no gokui ! Kōtetsu o kiru chikara to mono no kokyū.   | 21 juillet 2002       |
| [Chapitre 194-195] |                                                                                     |                                      |                                                             |                       |
| 120 | Fin du combat ! Le drapeau blanc de Koza !                                          | 戦いは終わった！コーザが掲げた白い旗 | Tatakai wa owatta ! Kohza ga kakageta shiroi hata.          | 4 août 2002           |
| [Chapitre 196-197] |                                                                                     |                                      |                                                             |                       |
| 121 | Vivi sans voix ! Le héros tombé du ciel !                                           | ビビの声の行方！英雄は舞い降りた！   | Vivi no koe no yukue ! Hero wa maiorita !                   | 11 août 2002          |
| [Chapitre 198-199] |                                                                                     |                                      |                                                             |                       |
| 122 | Le sable du croco contre l'eau de Luffy ! Le second round du duel !                 | 砂ワニと水ルフィ！決闘第２ラウンド   | Suna wani to mizu Luffy ! Kettō dai ni round.               | 18 août 2002,         |
| [Chapitre 200-201] |                                                                                     |                                      |                                                             |                       |
| 123 | Ça sent le croco ! Luffy, cours jusqu'au mausolée royal !                           | ワニっぽい！王家の墓へ走れルフィ！   | Wanippoi ! Ōke no haka e hashire Luffy !                    | 25 août 2002          |
| [Chapitre 202-203] |                                                                                     |                                      |                                                             |                       |
| 124 | À deux doigts du cauchemar ! La base secrète du Clan des sables                     | 悪夢の時迫る！ここは砂砂団秘密基地   | Akumu no toki semaru ! Koko wa Suna Suna dan himitsu kichi. | 1er septembre 2002    |
| [Chapitre 204-205] |                                                                                     |                                      |                                                             |                       |
| 125 | Les ailes déployées ! Je suis Pell, l'ange gardien du royaume !                     | 偉大なる翼！我が名は国の守護神ペル   | Idai naru tsubasa ! Waga na wa kuni no shugoshin Pell.      | 8 septembre 2002      |
| [Chapitre 206-207-208] |                                                                                     |                                      |                                                             |                       |
| 126 | Je te battrai ! Il pleut sur Alabasta !                                             | 越えていく！アラバスタに雨が降る！   | Koeteiku ! Arabasta ni ame ga furu !                        | 15 septembre 2002     |
| [Chapitre 208-209-210] - Luffy se bat contre Crocodile. Au même moment, Vivi crie de toutes ses forces pour faire arrêter les combats sur la grande place. Finalement Luffy massacre Crocodile et celui-ci arrive presque mort au milieu de la grande place. Les combats cessent grâce à la pluie qui commence à tomber; cependant Luffy est allongé près du roi, fatigué par son combat, au milieu du temple qui est en train de s'écrouler. |                                                                                     |                                      |                                                             |                       |
| 127 | L'adieu aux armes ! Justice et Piraterie !                                          | 武器よさらば！海賊といくつかの正義   | Buki yo saraba ! Kaizoku to ikutsuka no seigi.              | 6 octobre 2002        |
| [Chapitre 211-212] - Igaram, le partenaire de Vivi, arrive pour faire cesser totalement les combats. Le roi aide Luffy inconscient à sortir du temple. Après que Vivi et son père partent pour parler à la population, le reste de l'équipage s'écroule de fatigue près de Luffy. Mais la marine les retrouve cependant, et Tashigi se refuse à arrêter l'équipage de Mugiwara. Puis Tashigi repart livrer Crocodile à Smoker mais elle avoue que si elle a aidé Luffy et ses amis à stopper Crocodile c'était car elle n'était pas assez forte et c'est pour cela qu'elle promet de devenir plus forte. Pendant ce temps les Mugiwaras se reposent dans le palais. |                                                                                     |                                      |                                                             |                       |
| 128 | Les pirates font la fête ! Un plan pour fuir Alabasta !                             | 海賊たちの宴とアラバスタ脱出作戦！   | Kaizoku tachi no utage to Arabasta dasshutsu sakusen !      | 6 octobre 2002        |
| [Chapitre 213-214] - Après être resté au lit trois jours, Luffy se réveille bruyamment. Il n'a besoin que de manger et d'avoir son chapeau. C'est pour cela qu'ils font un grand banquet qui ravit tous les gardes et valets. Maintenant que plus rien ne les retient à Alabasta, l'équipage décide de partir du pays pendant la nuit pour ne pas se faire attraper par la Marine qui rôde dans tout le pays. On découvre que les primes de Zoro et de Luffy ont augmenté (60 millions et 100 millions de berry respectivement). De plus, on apprend que c'est Mr 2 qui a le navire des Mugiwaras mais en tant qu'ami, il le leur rendra gentiment;                 |                                                                                     |                                      |                                                             |                       |
| 129 | Le jour où tout a commencé ! Vivi raconte son aventure !                            | 始まりはあの日！ビビが語る冒険譚     | Hajimari wa ano hi ! Vivi ga kataru bōkentan.               | 20 octobre 2002,      |
| [Chapitre 215-216] - Vivi fait un discours à tout son pays racontant son aventure. Pendant ce temps Hina est à la poursuite du Vogue Merry mais c'est grâce à l'équipage du ex-Mr 2 qui fait diversion que Luffy et ses amis arrivent à s'échapper. |                                                                                     |                                      |                                                             |                       |
| 130 | Un parfum de danger ! Nico Robin, le septième compagnon                             | 危険な香り！七人目はニコ・ロビン！   | Kiken na kaori ! Shichininme wa Nico Robin !                | 27 octobre 2002       |
| [Chapitre 217-218] - Nico Robin se retrouve sur le bateau des Mugiwaras car elle a décidé de rejoindre l'équipage. Elle explique que c'est grâce à Luffy qu'elle a envie de continuer à vivre et que rien ni personne ne la retient. C'est par un simple "D'acc" que Luffy accepte tandis que Nami, Usopp, Sanji, et Chopper se laisse soudoyer. Seul Zoro désapprouve. C'est ainsi qu'elle se retrouve dans l'équipage. |                                                                                     |                                      |                                                             |                       |

## Saison 5

### ArcPost-Alabasta
| No | Titre français                                              | Titre japonais                     | Titre japonais                                  | Date de 1re diffusion |
| No | Titre français                                              | Kanji                              | Rōmaji                                          | Date de 1re diffusion |
| --- | ----------------------------------------------------------- | ---------------------------------- | ----------------------------------------------- | --------------------- |
| 131 | La toute première patiente ! Révélations sur la Rumble Ball | はじめての患者！ランブルボール秘話 | Hajimete no kuranke ! Rumble Ball hiwa          | 3 novembre 2002       |
| Chopper raconte à Robin la première fois où il a soigné quelqu'un : son premier patient n'était autre que le docteur Kureha!                                                                                                 |                                                             |                                    |                                                 |                       |
| 132 | Rébellion d'un navigateur ! Le rêve de Nami !               | 航海士の反乱！ゆずれない夢の為に！ | Kōkaishi no hanran ! Yuzurenai yume no tame ni! | 10 novembre 2002      |
| Luffy pêche un étrange mollusque géant et le rembarque sur le bateau. Il s'avère s'agir du moyen de transport d'une compagnie de vente pour une livraison et celui qui en était chargé cherche à leur vendre sa marchandise. |                                                             |                                    |                                                 |                       |
| 133 | Comment on transmet une recette ! Sanji, le pro du curry !  | 受け継がれる夢！カレーの鉄人サンジ | Uketsugareru recipe ! Curry no tetsujin Sanji   | 17 novembre 2002      |
| Le bateau de Luffy est pris dans un brouillard avec plusieurs bateaux de la Marine. L'équipage de Luffy fera connaissance avec Tajio, un apprenti cuisinier de la Marine.                                                    |                                                             |                                    |                                                 |                       |
| 134 | Explosion de couleurs ! Usopp et le feu d'artifice géant !  | 色の爆発！ウソップ、巨大な花火     | Iro no bakuhatsu! Usopp kyodaina hanabi         | 24 novembre 2002      |
| L'équipage arrive sur une île connue pour ses feux d'artifice. Usopp va faire la rencontre des artificiers. |                                                             |                                    |                                                 |                       |
| 135 | Un célèbre chasseur de pirates. Zoro, le sabreur errant !   | 噂の海賊狩り！さすらいの剣士ゾロ   | Uwasa no kaizoku gari ! Sasurai no kenshi Zoro  | 30 novembre 2002      |
| Flashback sur le passé de chasseur de primes de Zoro et sa rencontre avec Johnny et Yosaku. |                                                             |                                    |                                                 |                       |

### Épisodes japonais
1. 1 2 3 4 5 6 7 8 9 10 11 12  (en) « ワンピース 放送内容一覧 », Fuji Television (consulté le 17 mars 2009)
2. 1 2  (en) « 種目別高世帯視聴率番組10 Vol.12 2001 3/19(月) ~ 3/25(日) », Video Research (consulté le 17 mars 2009)
3. 1 2  (en) « 種目別高世帯視聴率番組10 Vol.15 2001 4/9(月) ~ 4/15(日) », Video Research (consulté le 8 avril 2009)
4. ↑  (en) « 種目別高世帯視聴率番組10 Vol.16 2001 4/16(月) ~ 4/22(日) », Video Research (consulté le 8 avril 2009)
5. ↑  (en) « 種目別高世帯視聴率番組10 Vol.17 2001 4/23(月) ~ 4/29(日) », Video Research (consulté le 8 avril 2009)
6. ↑  (ja) « 種目別高世帯視聴率番組10 Vol.19 2001 5/7(月) ~ 5/13(日) », Video Research (consulté le 12 juin 2009)
7. ↑  (ja) « 種目別高世帯視聴率番組10 Vol.20 2001 5/14(月) ~ 5/20(日) », Video Research (consulté le 12 juin 2009)
8. ↑  (ja) « 種目別高世帯視聴率番組10 Vol.21 2001 5/21(月) ~ 5/27(日) », Video Research (consulté le 12 juin 2009)
9. ↑  (ja) « 種目別高世帯視聴率番組10 Vol.22 2001 5/28(月) ~ 6/3(日) », Video Research (consulté le 12 juin 2009)
10. ↑  (ja) « 種目別高世帯視聴率番組10 Vol.24 2001 6/11(月) ~ 6/17(日) », Video Research (consulté le 17 juin 2009)
11. ↑  (ja) « 種目別高世帯視聴率番組10 Vol.25 2001 6/18(月) ~ 6/24(日) », Video Research (consulté le 12 juin 2009)
12. ↑  (ja) « 種目別高世帯視聴率番組10 Vol.28 2001 7/9(月) ~ 7/15(日) », Video Research (consulté le 12 juin 2009)
13. ↑  (ja) « 種目別高世帯視聴率番組10 Vol.32 2001 8/6(月) ~ 8/12(日) », Video Research (consulté le 12 juin 2009)
14. 1 2  (ja) « 種目別高世帯視聴率番組10 Vol.33 2001 8/13(月) ~ 8/19(日) », Video Research (consulté le 18 mars 2009)
15. ↑  (ja) Backnum 2001 - 1. Consulté le 7 octobre 2012.
16. ↑  (ja) Backnum 2001 - 2. Consulté le 7 octobre 2012.
17. ↑  (en) « 種目別高世帯視聴率番組10 Vol.35 2001 8/27(月)~9/2(日) », Video Research (consulté le 18 mars 2009)
18. ↑  (ja) Backnum 2001 - 3. Consulté le 7 octobre 2012.
19. ↑  (ja)
Backnum 2001 - 4. Consulté le 7 octobre 2012.
20. 1 2  (ja) Backnum 2001 - 5. Consulté le 7 octobre 2012.
21. ↑  (ja) Backnum 2001 - 6. Consulté le 7 octobre 2012.
22. ↑  (ja) Backnum 2001 - 7. Consulté le 7 octobre 2012.
23. ↑  (ja) Backnum 2001 - 8. Consulté le 7 octobre 2012.
24. ↑  (ja) Backnum 2001 - 9. Consulté le 7 octobre 2012.
25. ↑  (ja) Backnum 2001 - 10. Consulté le 7 octobre 2012.
26. ↑  (ja) Backnum 2001 - 11. Consulté le 7 octobre 2012.
27. ↑  (ja) Backnum 2001 - 11. Consulté le 7 octobre 2012.
28. 1 2  (ja) « 種目別高世帯視聴率番組10 Vol.49 2001 12/3(月)~12/9(日) », Video Research (consulté le 17 mars 2009)
29. ↑  (ja) Backnum 2001 - 12. Consulté le 7 octobre 2012.
30. ↑  (ja) Backnum 2001 - 13. Consulté le 7 octobre 2012.
31. ↑  (ja) Backnum 2001 - 14. Consulté le 7 octobre 2012.
32. ↑  (ja) Backnum 2001 - 15. Consulté le 7 octobre 2012.
33. 1 2 3 4 5 6  (en) « ワンピース », Fuji Television (consulté le 5 mars 2009)
34. ↑  (ja) Backnum 2001 - 16. Consulté le 7 octobre 2012.
35. ↑  (ja) Backnum 2001 - 17. Consulté le 7 octobre 2012.
36. ↑  (ja) Backnum 2001 - 18. Consulté le 7 octobre 2012.
37. ↑  (ja) Backnum 2001 - 19. Consulté le 7 octobre 2012.
38. ↑  (ja) Backnum 2001 - 20. Consulté le 7 octobre 2012.
39. ↑  (ja) Backnum 2001 - 21. Consulté le 7 octobre 2012.
40. ↑  (ja) Backnum 2001 - 22. Consulté le 7 octobre 2012.
41. ↑  (ja) Backnum 2001 - 23. Consulté le 7 octobre 2012.
42. ↑  (ja) Backnum 2001 - 24. Consulté le 7 octobre 2012.
43. ↑  (ja) Backnum 2001 - 25. Consulté le 7 octobre 2012.
44. ↑  (ja) Backnum 2001 - 26. Consulté le 7 octobre 2012.
45. ↑  (ja) Backnum 2001 - 27. Consulté le 7 octobre 2012.
46. ↑  (ja) Backnum 2001 - 28. Consulté le 7 octobre 2012.
47. ↑  (ja) Backnum 2001 - 29. Consulté le 7 octobre 2012.
48. ↑  (ja) Backnum 2001 - 30. Consulté le 7 octobre 2012.
49. ↑  (ja) Backnum 2001 - 31. Consulté le 7 octobre 2012.
50. ↑  (ja) Backnum 2001 - 32. Consulté le 7 octobre 2012.
51. ↑  (ja) Backnum 2001 - 33. Consulté le 7 octobre 2012.
52. ↑  (ja) Backnum 2001 - 34. Consulté le 7 octobre 2012.
53. ↑  (ja) Backnum 2001 - 35. Consulté le 7 octobre 2012.
54. ↑  (ja) Backnum 2001 - 36. Consulté le 7 octobre 2012.
55. ↑  (ja) Backnum 2001 - 37. Consulté le 7 octobre 2012.
56. ↑  (ja) Backnum 2001 - 38. Consulté le 7 octobre 2012.
57. ↑  (ja) Backnum 2001 - 39. Consulté le 7 octobre 2012.
58. ↑  (ja) Backnum 2001 - 40. Consulté le 7 octobre 2012.
59. ↑  (ja) Backnum 2001 - 41. Consulté le 7 octobre 2012.
60. ↑  (ja) Backnum 2001 - 42. Consulté le 7 octobre 2012.
61. ↑  (ja) Backnum 2001 - 43. Consulté le 7 octobre 2012.
62. ↑  (ja) Backnum 2001 - 44. Consulté le 7 octobre 2012.
63. ↑  (ja) Backnum 2001 - 45. Consulté le 7 octobre 2012.
64. 1 2  (ja) Backnum 2001 - 46. Consulté le 7 octobre 2012.
65. ↑  (ja) Backnum 2001 - 47. Consulté le 7 octobre 2012.
66. ↑  (ja) Backnum 2001 - 48. Consulté le 7 octobre 2012.
67. ↑  "種目別高世帯視聴率番組10 Vol.44 2002 10/28(月)~11/3(日)". Video Research. Archivé depuis l'original le 10 septembre 2006. Consulté le 4 mars 2009.
68. ↑  (ja) "種目別高世帯視聴率番組10 Vol.45 2002 11/4(月)~11/10(日)". Video Research. Archivé depuis l'original le 9 septembre 2006. Consulté le 4 mars 2009.
69. ↑  (ja) "種目別高世帯視聴率番組10 Vol.46 2002 11/11(月)~11/17(日)". Video Research. Archivé depuis l'original le 8 septembre 2006. Consulté le 4 mars 2009.
70. ↑  (ja) "種目別高世帯視聴率番組10 Vol.47 2002 11/18(月)~11/24(日)". Video Research. Archivé depuis l'original le 17 septembre 2005. Consulté le 4 mars 2009.
71. ↑  (ja) "種目別高世帯視聴率番組10 Vol.48 2002 11/25(月)~12/1(日)". Video Research. Archivé depuis  l'original le 21 sept. 2005. Consulté le 4 mars 2009.

### Épisodes français
1. 1 2 3 4  Épisodes 53 à 65, kanahomevideo.com
2. 1 2 3 4 5 6 7 8 9 10 11 12 13  Épisodes 66 à 78, kanahomevideo.com
3. 1 2 3 4 5 6 7 8 9 10 11 12 13  Épisodes 79 à 91, kanahomevideo.com
4. 1 2 3 4 5 6 7 8 9 10 11 12 13  Épisodes 92 à 104, kanahomevideo.com
5. 1 2 3 4 5 6 7 8 9 10 11 12 13  Épisodes 105 à 117, kanahomevideo.com
6. 1 2 3 4 5 6 7 8 9 10 11 12 13  Épisodes 118 à 130, kanahomevideo.com